# De Koperen Hoogte
De Koperen Hoogte was een restaurant met grand café-faciliteit in de voormalige watertoren De Lichtmis.
De uit 1932 stammende watertoren deed sinds eind jaren tachtig niet meer als zodanig dienst. In 1990 werd de toren in opdracht van Hennie van der Most verbouwd tot het restaurant en hotel 'De Koperen Hoogte'. Het restaurant kwam in 2001 gereed na een acht jaar durende verbouwing. Het bijzondere aan dit restaurant boven in de toren, is dat het (zeer langzaam) kan ronddraaien.
Als gevolg van teruglopende inkomsten besloot eigenaar Van der Most in december 2014 De Koperen Hoogte per 1 juli 2015 te sluiten. Nog diezelfde maand werd door een nieuwe exploitant een doorstart gemaakt en gingen restaurant en begane grond weer open. De faciliteiten werden door Van der Most verhuurd. In september 2016 opende van der Most toch zelf weer een restaurant en maritiem museum in het gebouw.
Eind 2022 werd de toren verkocht en sinds 2023 is de watertoren de locatie van het Hotel & Restaurant Infinity.

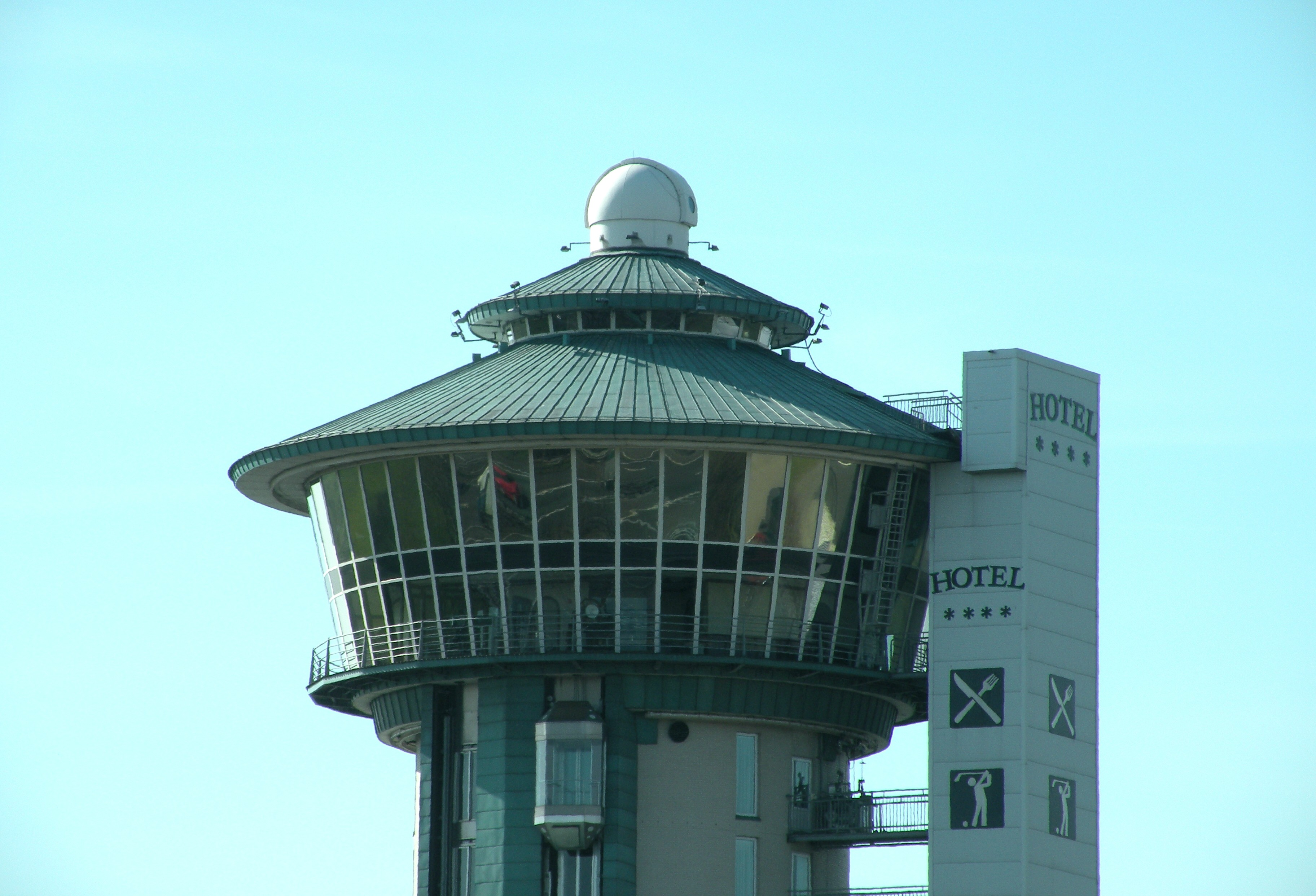
Close-up van het draaiende restaurant